# Nasa (planta)
Nasa es un género de plantas de la familia Loasaceae. Fue descrito entre 1997 y 2006, como parte de un extenso trabajo sistemático en la familia por Maximilian Weigend. Comprende 100 especies descritas y de estas, solo 60 son aceptadas.

## Descripción
Son hierbas anuales, erectas a rastreras; tallos, hojas, hipanto y cápsula híspidos con una mezcla de setas urticantes grandes y tricomas pequeños con barbas diminutas. Hojas inferiores opuestas y las apicales alternas, pinnadas o profundamente pinnatífidas o simples apicalmente, 6–23 cm de largo y 3–24 cm de ancho, pinnas oblongas, pinnatífidas o gruesamente dentadas. Inflorescencias cimas monocásicas de pocas flores, terminal, pedicelo 5–20 mm de largo, hipanto globoso; lobos calicinos 5, ovados, 6–9 mm de largo; pétalos 5, ampliamente espatulado-cuculados, 10–20 mm de largo con 2 apéndices filiformes apicales, blancos; estambres en fascículos de 8–15 opuestos a los pétalos, escamas nectaríferas 5, opuestas a los sépalos, profundamente sacciformes, rojizas, cada una en la base de 2 estaminodios petaloides oblongos y angostos. Cápsula campanulada, 12–20 mm de largo y 10–12 mm de ancho, sépalos y estilos persistentes, tardía y apicalmente dehiscente por 3 suturas; semillas numerosas.

## Taxonomía
El género fue descrito por Maximilian Weigend y publicado en Taxon  55(2): 465. 2006 La especie tipo es: Nasa rubrastra (Weigend) Weigend. 

## Especies aceptadas
A continuación se brinda un listado de las especies del género Nasa (planta) aceptadas hasta septiembre de 2014, ordenadas alfabéticamente. Para cada una se indica el nombre binomial seguido del autor, abreviado según las convenciones y usos.	
| - Nasa aequatoriana - Nasa amaluzensis - Nasa anderssonii - Nasa argemonoides - Nasa aspiazui - Nasa auca - Nasa bicornuta - Nasa campaniflora - Nasa carnea - Nasa carunculata - Nasa chenopodiifolia - Nasa colanii - Nasa cuatrecasasii - Nasa cymbopetala - Nasa dillonii - Nasa dolichostemon - Nasa driesslei - Nasa dyeri - Nasa ferruginea - Nasa glabra - Nasa grandiflora - Nasa hastata - Nasa hornii - Nasa humboldtiana - Nasa jungifolia - Nasa karsteniana - Nasa laxa - Nasa lehmanniana - Nasa lenta - Nasa limata - Nasa loxensis - Nasa macrantha - Nasa macrorrhiza - Nasa macrothyrsa | - Nasa magnifica - Nasa nubicolorum - Nasa olmosiana - Nasa orbicularis - Nasa pascoensis - Nasa peltata - Nasa peltiphylla - Nasa perijensis - Nasa picta - Nasa pilovena - Nasa poissoniana - Nasa profundilobata - Nasa profundiserrata - Nasa pteridophylla - Nasa puma-chini - Nasa puracensis - Nasa raimondii - Nasa ramirezii - Nasa ranunculifolia - Nasa rubrastra - Nasa rufipila - Nasa rugosa - Nasa sagastegui - Nasa santa-martae - Nasa schlimiana - Nasa solaria - Nasa solata - Nasa stuebeliana - Nasa tingomariensis - Nasa trianae - Nasa triphylla - Nasa urens (Jacq.) Weigend - ortiga encarnada del Perú - Nasa urentivelutina - Nasa vargasii |